# Liste der hyperbolischen Asteroiden
Die Liste der hyperbolischen Asteroiden listet alle bekannten Asteroiden mit hyperbolischer Bahn auf. Hyperbolische Bahnen weisen eine Exzentrizität von über 1 auf, die Asteroiden sind dann Interstellare Objekte oder wurden auf ihrer Bahn abgelenkt, so dass sie das Sonnensystem verlassen. Somit bezeichnen Werte ab 1 offene Bahnen, die nur einmalig durchlaufen werden. Die Asteroiden wurden dem Small-Body Database Browser der Jet Propulsion Laboratory entnommen. Dort sind drei Asteroiden mit dieser Eigenschaft aufgelistet (Stand: 1. März 2023).

## Liste
| Name         | Exzentrizität | Entdeckungsdatum                | Kommentar |
| ------------ | ------------- | ------------------------------- | --- |
| A/2021 X2    | 1,00131       | 30. Oktober 2021                | |
| 1I/ʻOumuamua | 1,2011        | 19. Oktober 2017 von Pan-STARRS | 1I/ʻOumuamua ist das erste innerhalb des Sonnensystems beobachtete Objekt, das als Interstellares Objekt klassifiziert wurde. |
| 2016 XK24    | 1             | 11. Dezember 2016               | unsicher, ob hyperbolisch |